# Liquid Child
I Liquid Child sono stati un duo tedesco di musica trance, costituito dai produttori Tobias Menguser e Jürgen Herbath.
Sono noti anche con i nomi Liquid Child 2, Liquid Child 99, Bells of Avalon, Hermen, M.A.R.S. Komputer, Orange Sky, Phonetic Scope, Tascha, Trashbin, Traummaschine, Watervoice.

## Storia
Nel 1999 hanno trovato successo con il singolo Diving Faces, che ha raggiunto la 25ª posizione nella Official Singles Chart britannica, e successivamente con Return to Atlantis, 96º in classifica nel Regno Unito.
Hanno pubblicato due raccolte intitolate Non-Stop, risalenti rispettivamente al 2000 e al 2001. Il 7 agosto 2007 è stato pubblicato il loro unico album, 25th Floor.

## Discografia

### Album
- 2007 – 25th Floor (come Liquid Child)

### Raccolte
- 2000 – Non-Stop (come Liquid Child)
- 2001 – Non-Stop (come Liquid Child 2)

### Singoli
- 1997 – New Life (come Tascha)
- 1998 – Diving Faces (come Liquid Child)
- 1998 – Who Do I Care... (come Hermen)
- 1998 – Harmonic Race (come Orange Sky)
- 1998 – Whitenoiz (come Phonetic Scope)
- 1998 – Cyrus Cole/Teleblast (come Trashbin, split con Cyrus Cole)
- 1998 – On The Streets (come Trashbin)
- 1998 – Face Modulation (come Trashbin)
- 1999 – Return to Atlantis (come Liquid Child)
- 1999 – Blue Sun (come Watervoice)
- 2000 – Bells of Avalon (come Bells of Avalon)
- 2000 – Magic Crystals (come Liquid Child)
- 2000 – Maschinentraum (come Traummaschine)
- ? – I See Yu (come M.A.R.S. Komputer)